# 隆の家栄竜・万竜
隆の家栄竜・万竜（たかのやえいりゅう・まんりゅう）は戦後の東京の漫才コンビ。

## メンバー
- 隆の家栄竜（たかのやえいりゅう、本名：伊藤三江子　1924年2月25日 - 1996年10月）　千葉県出身。
- 隆の家万竜（たかのやまんりゅう、本名：佐藤由乃　1911年9月6日？- 1975年2月9日）　新潟県出身。

## 来歴
- 母と娘の漫才コンビ（栄竜は万竜の夫の連れ子）栄竜が娘。
- 戦前、萬竜は妻吉・萬竜で売れ、一時新興キネマ演芸部所属であったが演芸部解散のちに東京で三人姉妹で百竜（ももりゅう）・千竜・萬竜を結成（通称「隆の家連」、そのうち三味線を弾いていた一人が後の東駒千代となる）。のち琵琶弾きと錦竜・萬竜を組み、1945年、娘の栄竜とコンビを結成。
- 萬竜は戦前、浜松町界隈に住んでいた。近所に相方の妻吉も住んでいた。
- 萬竜の男勝りの話芸と栄竜の美貌で人気に。　1955年の栄竜の結婚により活動休止。その後何度か復活。
- 栄竜はグラマーで、萬竜は小柄で色黒であった。
- 女二人の掛け合い漫才で、楽器は持たず、着物姿でやっていた。
- 1960年代までは活動していたようだが、以後は不明。1970年代に栄竜が単身で小島貞二のインタビューを受けているが、萬龍は存命であった。
- 奇術師の松旭斉美智は萬竜の孫で、栄竜の娘である。